# Bülowstraße (métro de Berlin)
Bülowstraße est une station de la ligne 2 du métro de Berlin, dans le quartier de Schöneberg.

## Géographie
La station se situe dans la rue du même nom, entre Potsdamer Straße et Steinmetzstraße.

## Histoire
Bruno Möhring conçoit la station. Pour contourner la Lutherkirche, il dessine la « courbe du Pasteur ».
Rudolf Mohring, le fils de Bruno, crée en 1929 l'extension du hall. Pendant la Seconde Guerre mondiale, la station est lourdement endommagée mais reconstruite rapidement.
En raison de la construction du mur de Berlin et la fermeture de la station voisine de Potsdamer Platz, le trafic des stations surélevées baisse. Comme on installe une voie parallèle sur la ligne 1 entre Nollendorfplatz et Gleisdreieck par Kurfürstenstraße, la BVG ferme la ligne 2 et transforme le hall en bazar. Avec la réouverture de la ligne 2 en 1993 jusqu'à Vinetastraße, la station rouvre aussi et le bazar disparaît.

## Correspondances
La station de métro a une correspondance avec les lignes d'omnibus M19, M48, M85, 106 et 187 de la BVG.